# Mischocyttarus belemensis
Mischocyttarus belemensis är en getingart som beskrevs av Cooper 1997. Mischocyttarus belemensis ingår i släktet Mischocyttarus och familjen getingar. Inga underarter finns listade i Catalogue of Life.